# Der blinde Wolf
Der blinde Wolf ist ein US-amerikanischer Abenteuerfilm aus dem Jahr 1922 von Irving Cummings, der den Stummfilm auch produzierte, die Hauptrolle spielte und das Drehbuch schrieb, das auf der Kurzgeschichte The Coyote von James Oliver Curwood basierte. Der Hund Rin Tin Tin, ein Deutscher Schäferhund, wurde das erste Mal vor der Kamera eingesetzt.

## Handlung
Mabella ist eine junge Frau, die in einer kanadischen Handelsstation für Felle lebt. Sie ist mit Pierre de Barre, einem Offizier der Royal Canadian Mounted Police verlobt. Der skrupellose Gaspard erpresst ihren Adoptivvater Laponte mit der Enthüllung eines Totschlags und verlangt Mabella zur Frau. Der Vater zwingt seine Tochter zur Heirat, indem er ihr sagt, dass er ansonsten verhaftet und gehängt werde. Mabella erzählt Pierre nichts von den Gründen der Hochzeit. Pierre ist irritiert, dass Gaspard immer noch seine früheren Freundinnen besucht. 
Von einem Pater erfährt er von Mabellas Kindheit. Mabella war ein Waisenkind, das bei einem Schneesturm gefunden und gerettet wurde. Laponte nahm das Kind bei sich auf und zog es groß. Gaspard wird zur gleichen Zeit eifersüchtig auf Pierre und will ihn töten. Sergeant McKenna, Pierres Vorgesetzter, verlässt den Handelsposten. Gaspard kann eindringen, Pierre niederschlagen und Mabella entführen. Pierre kommt zu sich und nimmt die Verfolgung auf. In den schneebedeckten Bergen stellt er Gaspard zum Kampf. Pierres Hund Rin Tin Tin kann sich seiner Leine entledigen. Er springt Gaspard an, der zurücktaumelt und in einen Abgrund stürzt. Pierre befreit Mabella, einer Hochzeit steht nichts mehr im Wege.

## Hintergrund
Die Außenaufnahmen entstanden im Yosemite-Nationalpark.
Im Januar 1922 wurde bekannt gegeben, dass Irving Cummings mit seiner neu gegründeten Produktionsgesellschaft John Oliver Curwoods Kurzgeschichte mit einem geplanten Budget von 50.000 Dollar (2024: ca. 917.000 Dollar) verfilmen werde. Die Dreharbeiten begannen Anfang Februar.
Nachdem Cummings mit dem Arbeiten einiger professioneller Zwischentitelautoren unzufrieden war, engagierte er seine Frau Ruth.

## Veröffentlichung
Die Premiere des Films fand im Mai 1922 statt. Im deutschsprachigen Raum kam er 1926 in Österreich in die Kinos.